# 9996 ANS
A 9996 ANS (ideiglenes jelöléssel 9070 P-L) a Naprendszer kisbolygóövében található aszteroida. Cornelis Johannes van Houten, Ingrid van Houten-Groeneveld és Tom Gehrels fedezte fel 1960. október 17-én.